# Rendeux
Rendeux ist eine belgische Gemeinde im Arrondissement Marche-en-Famenne der Provinz Luxemburg.
Die Gemeinde besteht aus den Ortschaften Rendeux, Beffe, Hodister und Marcourt.

## Persönlichkeiten

### Geboren
- Théroigne de Méricourt, französische Revolutionärin (1762–1817)

## Weblinks

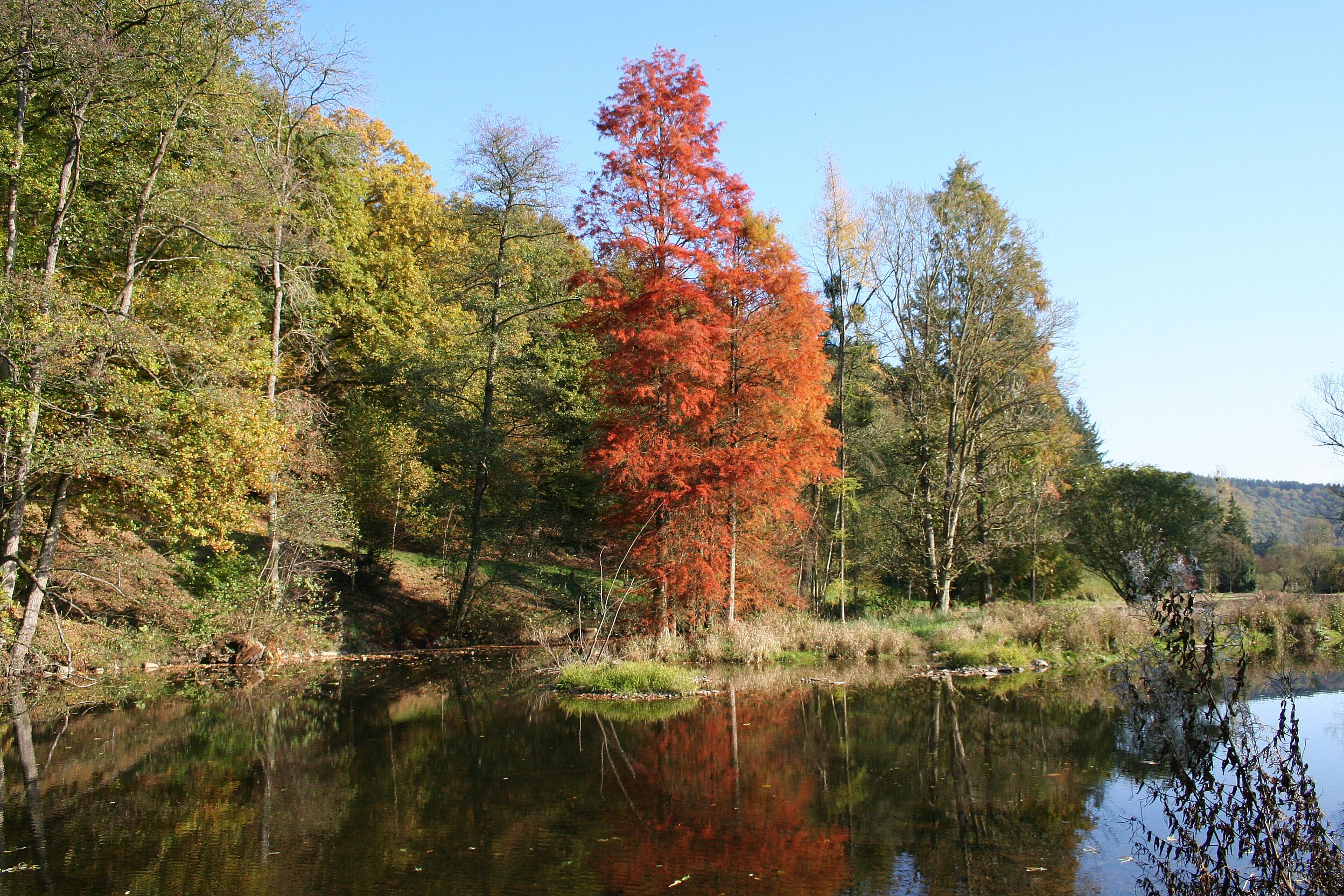
Das Arboretum Robert Lenoir.